# Stanisław z Szadka
Stanisław z Szadka (zm. w 1475) – profesor teologii.

## Życiorys
W 1444 r. uzyskał tytuł magistra. W roku 1469 rektor Akademii Krakowskiej.